# Roodborstphilentoma
De roodborstphilentoma (Philentoma velata) is een zangvogel uit de familie Vangidae (vanga's).

## Verspreiding en leefgebied
Deze soort komt voor in Maleisië en Indonesië en telt twee ondersoorten:
- P. v. coesia: Malakka, Sumatra en Borneo.
- P. v. velata: Java.

## Status
De grootte van de populatie is niet gekwantificeerd maar de soort wordt omschreven als schaars. Aangenomen wordt dat de populatie behoorlijk snel achteruitgaat door habitatverlies. Op de Rode lijst van de IUCN heeft deze soort daarom de status gevoelig.